# Running Scared
A Running Scared (magyarul: Rémülten szaladok) Ell és Nikki azeri duó dala, amellyel Azerbajdzsán képviseletében megnyerték a 2011-es Eurovíziós Dalfesztivált Düsseldorfban. A dal belső kiválasztás során nyerte el a dalversenyen való indulás jogát.

## Eurovíziós Dalfesztivál
2011. február 11-én a İctimai Televiziya və Radio Yayımları Şirkəti TMilli Seçim Turu című tehetségkutató műsorát Ell és Nikki nyerte, így ők képviselhették Azerbajdzsánt az Eurovíziós Dalfesztiválon. A versenydalukat ezt követően írták meg számukra, melyet 2011. március 14-én mutattak be.
A dalfesztivál előtt Máltán, Moszkvában, Tallinnban és Kijevben népszerűsítették versenydalukat.
A dalt először a május 10-én rendezett első elődöntőben adták elő, fellépési sorrendben tizennyolcadikként, a Litvániát képviselő Evelina Sašenko C’est ma vie című dala után és az Görögországot képviselő Loucas Yiorkas feat. Stereo Mike Watch My Dance című daluk előtt. Az elődöntőből második helyezettként sikeresen továbbjutott a május 14-i döntőbe, ahol fellépési sorrendben tizenkilencedikként lépett fel, az Ausztriát képviselő Nadine Beiler The Secret Is Love című dala után és az Szlovéniát képviselő Maja Keuc No One című dala előtt. A szavazás során összesítésben 221 ponttal (Máltától, Oroszországtól és Törökországtól maximális pontot kaptak) megnyerték a versenyt és megszerezték Azerbajdzsán első eurovíziós győzelmét, egyben a 2012-es Eurovíziós Dalfesztivál rendezési jogát is elnyerte.
A következő azeri induló Sabina Babayeva When the Music Dies című dala volt a hazai rendezésű 2012-es Eurovíziós Dalfesztiválon, Bakuban.
A következő győztes a Svédországot képviselő Loreen Euphoria című dala volt.

### Kapott pontok
Első elődöntő
| Össz | Szavazó országok | Szavazó országok | Szavazó országok | Szavazó országok | Szavazó országok | Szavazó országok | Szavazó országok | Szavazó országok | Szavazó országok | Szavazó országok | Szavazó országok | Szavazó országok | Szavazó országok | Szavazó országok | Szavazó országok | Szavazó országok | Szavazó országok | Szavazó országok | Szavazó országok | Szavazó országok   |
| Össz | Lengyelország    | Norvégia         | Albánia          | Örményország     | Törökország      | Szerbia          | Oroszország      | Svájc            | Grúzia           | Finnország       | Málta            | San Marino       | Horvátország     | Izland           | Magyarország     | Portugália       | Litvánia         | Görögország      | Spanyolország    | Egyesült Királyság |
| ---- | ---------------- | ---------------- | ---------------- | ---------------- | ---------------- | ---------------- | ---------------- | ---------------- | ---------------- | ---------------- | ---------------- | ---------------- | ---------------- | ---------------- | ---------------- | ---------------- | ---------------- | ---------------- | ---------------- | ------------------ |
| 122  | 8                |                  | 5                |                  | 12               |                  | 10               | 1                | 12               | 5                | 10               | 5                | 10               | 8                | 7                | 7                | 10               | 7                | 1                | 4                  |

Döntő
| Össz | Szavazó országok | Szavazó országok    | Szavazó országok | Szavazó országok | Szavazó országok | Szavazó országok | Szavazó országok | Szavazó országok | Szavazó országok | Szavazó országok | Szavazó országok | Szavazó országok | Szavazó országok | Szavazó országok   | Szavazó országok | Szavazó országok | Szavazó országok | Szavazó országok | Szavazó országok | Szavazó országok | Szavazó országok | Szavazó országok | Szavazó országok | Szavazó országok | Szavazó országok | Szavazó országok | Szavazó országok | Szavazó országok | Szavazó országok | Szavazó országok | Szavazó országok | Szavazó országok | Szavazó országok | Szavazó országok | Szavazó országok | Szavazó országok | Szavazó országok | Szavazó országok | Szavazó országok | Szavazó országok | Szavazó országok | Szavazó országok | Szavazó országok |
| Össz | Finnország       | Bosznia-Hercegovina | Dánia            | Litvánia         | Magyarország     | Írország         | Svédország       | Észtország       | Görögország      | Oroszország      | Franciaország    | Olaszország      | Svájc            | Egyesült Királyság | Moldova          | Németország      | Románia          | Ausztria         | Szlovénia        | Izland           | Spanyolország    | Ukrajna          | Szerbia          | Grúzia           | Lengyelország    | Norvégia         | Albánia          | Örményország     | Törökország      | Málta            | San Marino       | Horvátország     | Portugália       | Hollandia        | Belgium          | Szlovákia        | Ciprus           | Bulgária         | Macedónia        | Izrael           | Fehéroroszország | Lettország       |                  |
| ---- | ---------------- | ------------------- | ---------------- | ---------------- | ---------------- | ---------------- | ---------------- | ---------------- | ---------------- | ---------------- | ---------------- | ---------------- | ---------------- | ------------------ | ---------------- | ---------------- | ---------------- | ---------------- | ---------------- | ---------------- | ---------------- | ---------------- | ---------------- | ---------------- | ---------------- | ---------------- | ---------------- | ---------------- | ---------------- | ---------------- | ---------------- | ---------------- | ---------------- | ---------------- | ---------------- | ---------------- | ---------------- | ---------------- | ---------------- | ---------------- | ---------------- | ---------------- | ---------------- |
| 221  | 5                | 8                   |                  | 8                | 7                |                  | 3                | 8                | 5                | 12               | 6                |                  | 1                |                    | 10               |                  | 10               | 8                |                  | 8                |                  | 10               |                  | 8                | 8                |                  | 8                |                  | 12               | 12               | 10               | 10               | 8                | 6                | 3                | 7                | 8                |                  |                  | 4                | 6                | 2                |                  |

## Dalszöveg
| I'm running I'm scared tonight I'm running I'm scared of life I'm running I'm scared of breathing Coz I adore you – A dal refrénje | Elfutok, mert félek ma éjjel Elfutok, mert félek az élettől Elfutok, mert félek lélegezni Mert imádlak téged – A dal refrénje magyarul |

## Galéria

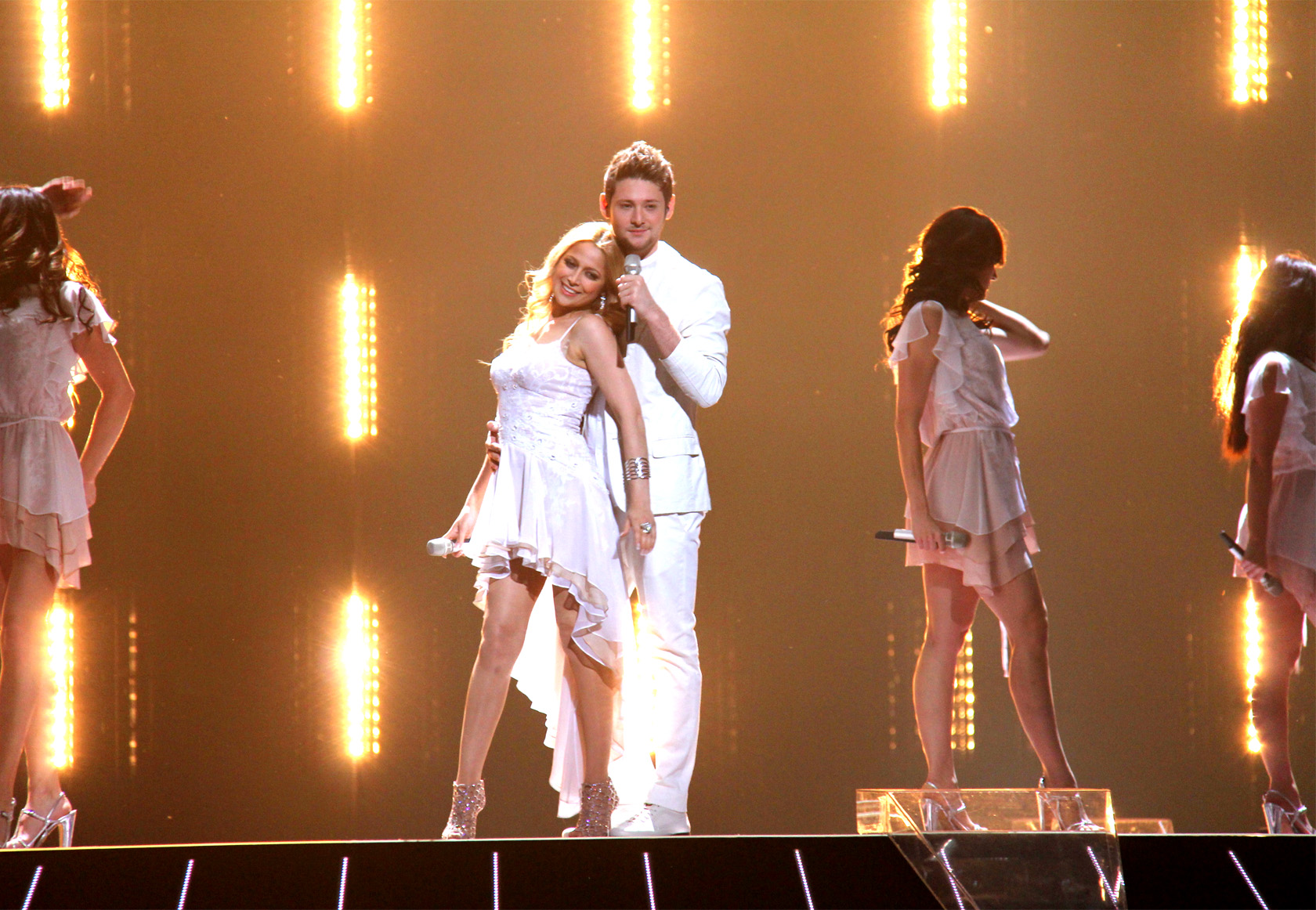
A döntőben
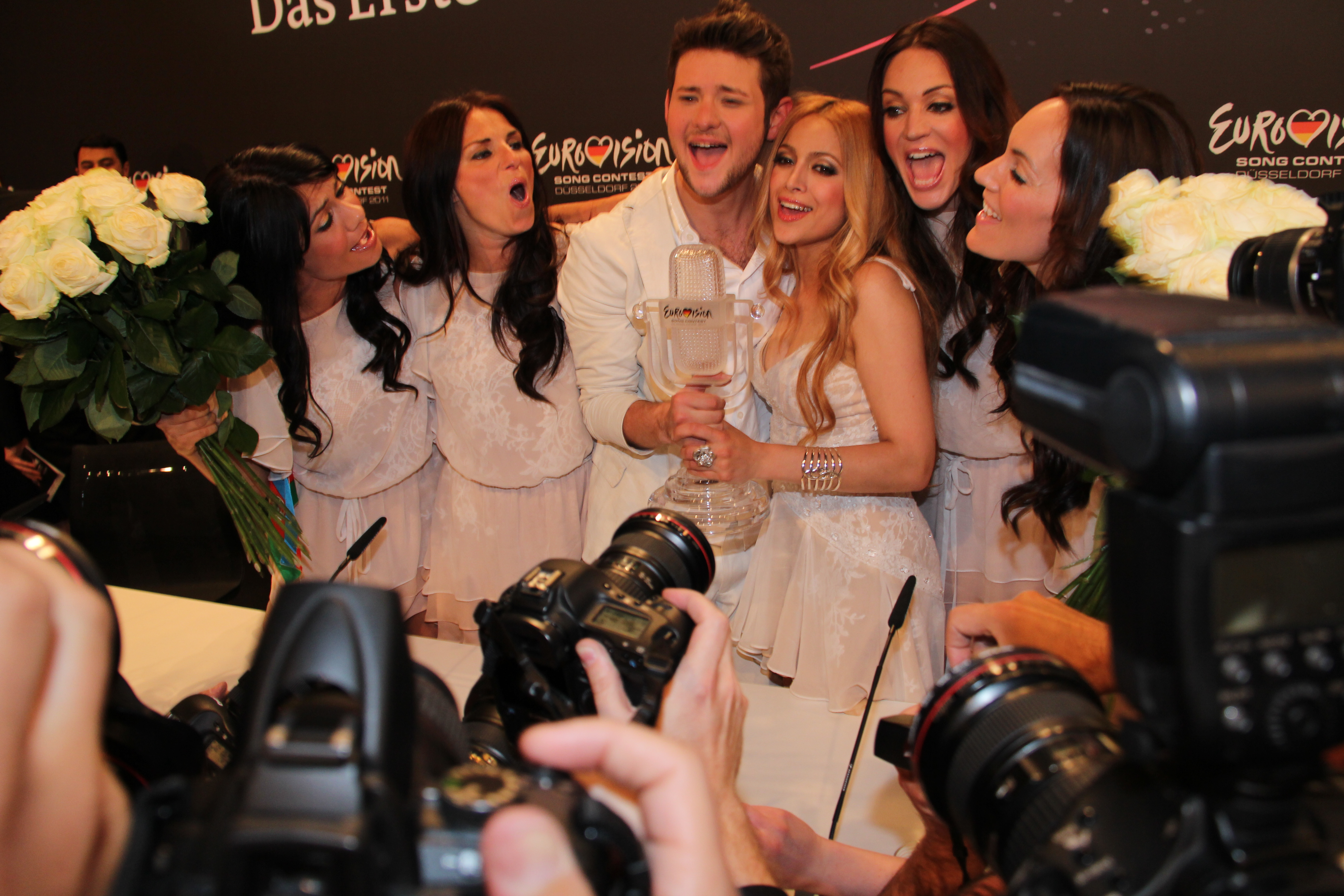
A döntő utáni sajtótájékoztatón
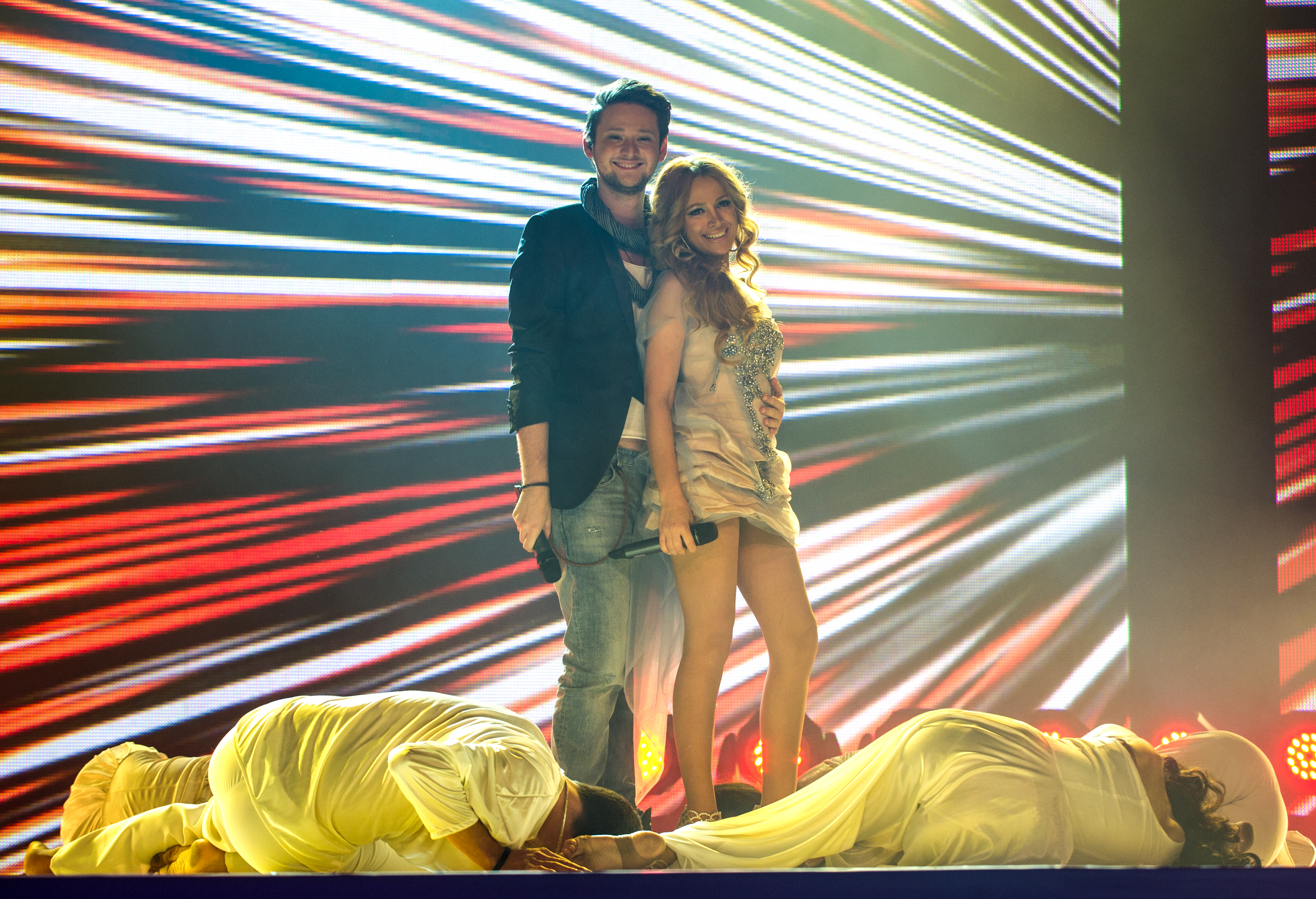
A 2012-es elődöntők felosztása alatt
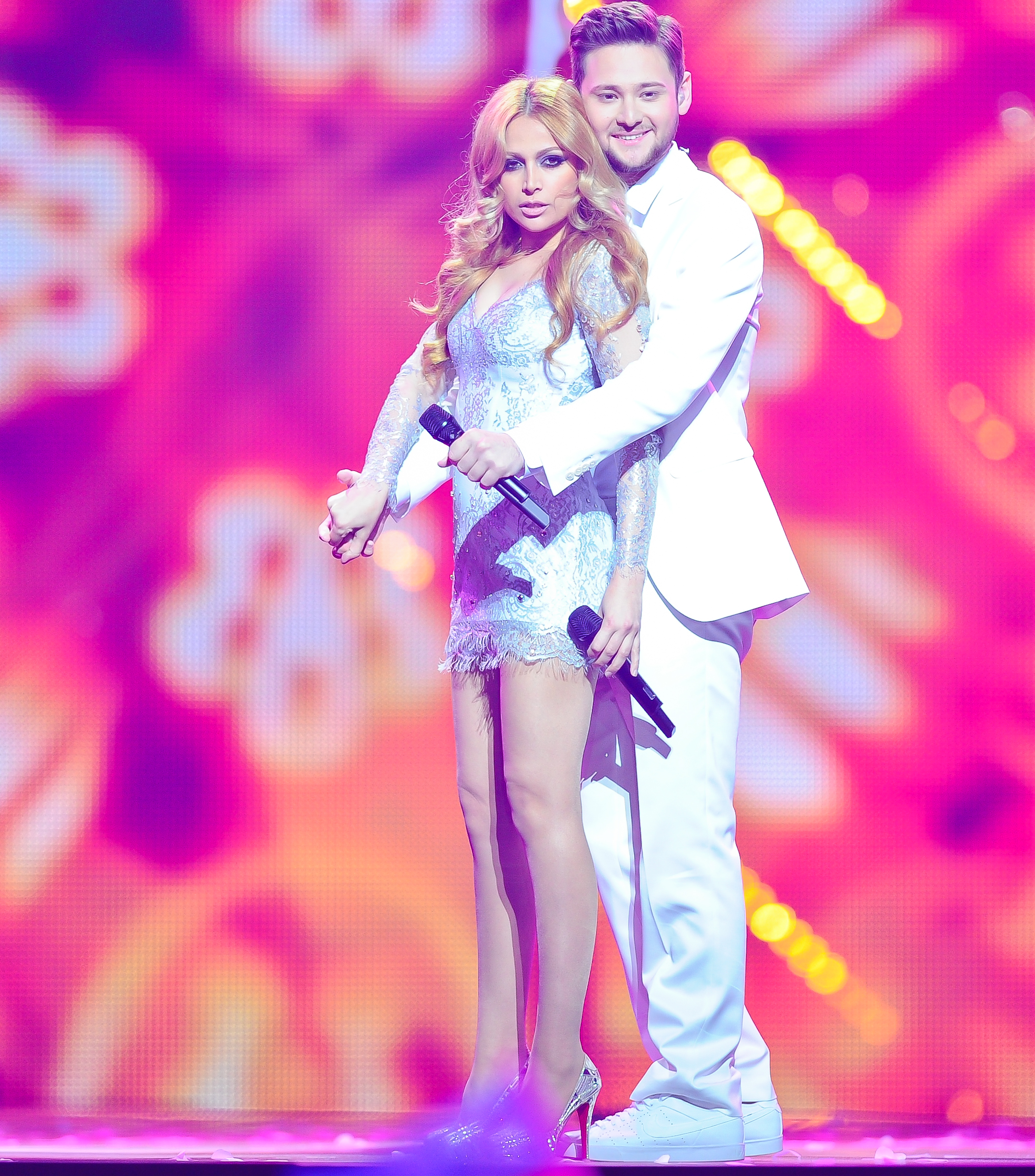
A 2012-es dalfesztiválon